# Kjeld Thorst
Kjeld Thorst (Øster Svenstrup, 13 maggio 1940) è un ex calciatore danese, di ruolo attaccante.

## Palmarès

### Giocatore

#### Competizioni nazionali
- Coppa di Danimarca: 2

Aalborg: 1965-1966, 1969-1970